# Fnac
Pour les articles homonymes, voir FNAC.
La Fédération nationale d'achats des cadres, ou Fnac, est une chaîne de magasins française spécialisée dans la distribution de produits culturels (musique, littérature, cinéma, jeu vidéo) et électroniques (Hi-fi, informatique, télévision, radio). À destination du grand public, la gamme s'est élargie en 2012 au petit électroménager, déjà présent à la création de l'enseigne et abandonné dans les années 1970.
En 2010, la Fnac vend sa filiale Éveil et jeux et se sépare de cette filière spécialisée dans les jeux et jouets pour enfants. En 2016, la Fnac rachète Darty et le groupe prend le nom de Fnac Darty.

## Histoire

### Création
La Fnac a été fondée en France en octobre 1954 par Max Théret, rejoint ensuite par André Essel. Les deux amis sont des « militants de gauche ». Max Théret voulait un titre qui « claque comme Kodak ». Le sigle FNAC est ainsi choisi, avec comme première signification : « fédération nationale d'achats des cadres ».
Son objet était la création de carnets d'achats pour tout public qui voulait acheter moins cher. Il s'agissait alors du même système que « l'Économie nouvelle », dont la Fnac deviendra ainsi le rival direct. Les commerçants inscrits sur ces carnets accordaient des remises aux particuliers et versaient une commission à la Fnac. Il y avait sur ces carnets toutes les branches commerciales, mais aucun magasin de matériels photographiques, ces derniers ayant refusé d'y figurer. Max Théret et André Essel ont décidé alors de le faire eux-mêmes. Ils ont créé pour cela une SARL : « Photo Ciné Club ML », ML étant les initiales de la gérante. À peine créée, cette nouvelle société, dont le siège social était situé à la même adresse que la Fnac, connut un vrai succès. Il a été décidé ensuite d'étendre les ventes à la radio. La jeune société est devenue « Photo Radio Club ML ». Un premier agrandissement, la reprise d'un local tenu par une banque, la Compagnie Algérienne, ont été suivis de la reprise du restaurant Gaudouin à la même adresse (900 m2) avec l'adjonction du département disques. C'est à ce moment que l'idée culturelle est apparue.
Lors d'une réunion de direction, il avait été remarqué la proportion de 80 % de cadres. Le Photo radio club a été absorbé par la Fnac qui au lieu de Fédération nationale d'achats est devenue alors « Fédération nationale d'achats des cadres »,. Engagé un temps au Parti communiste, Max Théret effectue un virage radical vers la gauche libérale, à l'époque, le Parti socialiste de François Mitterrand. Pour André Essel, cette entreprise aurait inventé une nouvelle approche de l'amélioration du sort des travailleurs, fondée non sur l'augmentation des salaires, mais sur la baisse des prix.
C'était à l'époque un endroit où les cadres venaient acheter leur matériel cinéma, photographique et l'électroménager, abandonné à la fin des années soixante. Petit à petit, les rayons se sont étoffés avec le son et l'image — radio, télévision, enregistreurs, disques, etc. — et le livre en 1974.

### Expansion

Siège social situé à Ivry-sur-Seine (Val-de-Marne).

Implantée à l'origine dans un petit magasin du boulevard de Sébastopol, à Paris (4e), la deuxième Fnac ouvre avenue de Wagram (17e Arr) en 1969,. Paribas et UAP deviennent l'année suivante (en 1970) les principaux actionnaires de la Fnac. Louis Kaluszyner est directeur général pendant treize ans, jusqu'en 1983. L'expansion de la Fnac hors de Paris débute en 1972 avec l'ouverture du premier magasin de Lyon. L'année suivante, Marceau Crasson crée le laboratoire d'essais, action soutenue par les fondateurs de la Fnac, André Essel et Max Theret. La Fnac élargit son assortiment aux livres avec l'ouverture du magasin de Montparnasse en 1974, à l'autoradio et à la vidéo en 1975 ; 1976 est l'année du lancement de la Fnac Service. En 1977, les Coop deviennent les principaux actionnaires de la Fnac. En 1979, la Fnac ouvre un troisième magasin parisien au Forum des Halles (6 000 m2). Il remplace le premier magasin du boulevard de Sébastopol voisin. En 1980, la Fnac entre en bourse.
L'implantation de la Fnac en dehors de France, à savoir en Belgique débute en 1981 avec l'ouverture du magasin bruxellois. La même année, Max Théret quitte la Fnac. Deux ans plus tard, André Essel est remplacé à la tête de la Fnac par Roger Kerinec, un ancien des Coop.
En 1988, Virgin Megastore fait une entrée fracassante en France avec entre autres l'ouverture d'un magasin aux Champs-Élysées, Fnac réagit en ouvrant une Fnac aux Champs-Élysées.

### Rachat
La Fnac est rachetée en 1985 par la GMF, pour 160 millions de francs (24 millions d'euros), alors dirigée par Michel Baroin, et, en 1987, elle se sépare de sa filiale FNAC Sport, cédée à Go sport. En 1987, Michel Baroin décède dans un accident d'avion. Il est alors remplacé par Jean-Louis Pétriat. En 1989, la FNAC lance Fnac : éveil & jeux.
En 1993, la GMF cède la Fnac à la CGE, épaulée par Altus Finance (groupe Crédit lyonnais). Après une cession avortée à un groupe d'investisseurs que la presse surnomme Les quatre mousquetaires, elle sera finalement cédée en 1994 à François Pinault pour PPR.

### Années 2000
Le chiffre d'affaires consolidé de la Fnac est en 2006 de 4,538 milliards d'euros. En 1997, la FNAC lance Fnac junior, deuxième branche du pôle jeunesse qui fusionne avec éveil & jeux en 2004. En 2007, la Fnac annonce un plan de reclassement d'environ 1 000 salariés, dont environ 300 administratifs dans un premier temps, puis les disquaires ensuite, en raison de l'évolution négative du marché du disque, insuffisamment compensée pour le moment par la progression du téléchargement sur le site FnacMusic.
En février 2009, le groupe lance une mesure d'économie de 35 millions d'euros en raison de ses difficultés structurelles et conjoncturelles. Les ventes de livres stagnent, les CD subissent une baisse de 20 % cette année-là et l'électronique, en tête des ventes ces dernières années, est en chute libre. La Fnac se sépare de 400 collaborateurs, soit environ 3,4 % de ses effectifs, dont 200 à Paris, 50 au siège et 150 en province, et prévoit de fermer la Fnac Musique Bastille à Paris, ce qui engendre une série de grèves des salariés ; cette dernière ferma définitivement ses portes le 26 décembre 2009. En mars 2009, Fnac Suisse ferme son magasin de Bâle, ouvert moins d'un an plus tôt, et vingt ans après l'échec de Berlin. Dans le quotidien The Wall Street Journal du 24 novembre 2009, François-Henri Pinault a annoncé vouloir vendre la Fnac dans les plus brefs délais.
La même année, l’entreprise se dote d'une place du marché.

### Années 2010
En février 2010, la Fnac annonce son implantation au Maroc avec un premier magasin à Casablanca en 2011. En juillet 2010, elle annonce la cession de « Fnac éveil & jeux » à « ID group », maison mère des enseignes Okaïdi-Obaïbi. En octobre 2010, elle lance sa propre liseuse, le FnacBook. En octobre 2011, le FnacBook est remplacé par le Kobo by Fnac, fourni par la société canadienne Kobo appartenant au groupe japonais Rakuten.
En janvier 2011, Alexandre Bompard quitte la direction d'Europe 1 et devient président de la Fnac.
En janvier 2012, le groupe PPR annonce la suppression de plus de 500 emplois à la Fnac afin d'économiser plus de 80 millions d'euros. Le 9 octobre, lors de comités centraux d'entreprises extraordinaires, la maison mère de la Fnac a annoncé son intention d'introduire en bourse sa filiale. En mars 2012, la Fnac se diversifie au petit électroménager et signe donc un retour aux sources sachant que la Fnac en vendait déjà à ses débuts. En octobre 2012, la Fnac annonce l’arrêt de FnacMusic, sa plateforme de vente de musique en ligne, et redirige désormais ses clients vers iTunes, la plateforme d’Apple, solidement établie sur ce marché. En novembre 2012, le groupe Fnac annonce la signature d'un accord de cession de Fnac Italie au fonds d'investissement Orlando Italy.
En juin 2013, la Fnac profite de la fermeture définitive de Virgin Megastore en France pour acquérir son fichier client. Alors que Kering (nouveau nom de PPR depuis 2013) cherche depuis quelques années un repreneur pour sa filiale, le groupe réalise en avril 2013 une scission de la Fnac avec distribution des titres de sa filiale sous forme de distribution de dividendes en titres (« spin-off » dans le langage boursier) avant sa mise en bourse. Le groupe s'engage à rester un actionnaire de référence pendant plusieurs années.
Le 3 mars 2014, la Fnac lance une offre de musique en streaming, baptisée « Fnac Jukebox ». Cependant, la Fnac scelle l'échec de ce service en mars 2017 avec la signature d'un partenariat avec le site de streaming musical Deezer ; Dans un courriel envoyé aux clients Fnac et Fnac Jukebox le 27 avril 2017, ils annoncent la fermeture de ce service le 28 juin 2017. En mai 2014, la Fnac se lance dans un service de location-vente, avec un service appelé « Pass location ». Le 26 novembre 2014, la Fnac annonce le lancement de la livraison à domicile en « 3 heures chrono » dans les villes de Paris, Neuilly-sur-Seine, Clichy-la-Garenne et Levallois-Perret.

#### Fusion avec Darty
Le 30 septembre 2015, la Fnac annonce avoir remis une proposition au conseil d'administration de Darty en vue de l’acquisition potentielle du groupe. L'objectif du groupe est de se réinventer et de contrer la baisse des ventes dans certains secteurs, notamment la vente de disques, concurrencée directement par les ventes en ligne de musique. Le 2 mars 2016, on apprend que Conforama lance une contre-offre en numéraire sur la base de 125 pence par action susceptible d'intéresser les actionnaires et notamment les fonds d'investissement présents au capital de Darty. Le 16 mars 2016, le conseil d'administration du groupe Darty prend position en faveur de l'offre de Conforama. Les offres et contre-offres de la Fnac et de Conforama se bousculent. Le 26 avril 2016, Conforama décide d'abandonner, c'est donc la Fnac qui remporte le duel, valorisant le groupe Darty à près de 1,2 milliard d'euros. Le 18 juillet 2016, l'Autorité de la concurrence annonce son approbation pour le rachat de Darty, à condition que la Fnac cède six magasins en région parisienne. En avril 2016, Vivendi annonce une prise de participation de 15 % dans la Fnac au travers d'une augmentation du capital de cette dernière pour 159 millions d'euros, ce qui en fait le 2e actionnaire du groupe derrière Artémis. Un partenariat stratégique qui permettra selon la Fnac d'accroître son développement international, notamment en Afrique subsaharienne.
En 2017, Fnac Darty se lance dans la publicité en ligne avec la vente de ses propres espaces web aux annonceurs. Le groupe s'est notamment constitué d'un département spécialisé depuis janvier, dirigé par Arnauld de Saint Pastou. En mai 2017, la Fnac lance sa propre carte bancaire, appelée Fnac Mastercard, en partenariat avec le Crédit agricole et Consumer Finance.
Le 17 juillet 2017, Enrique Martinez et Jacques Veyrat deviennent les nouveaux patrons de la Fnac et remplacent Alexandre Bompard, parti chez Carrefour. Jacques Veyrat, actuellement président de la société d'investissement Impala, devient président du conseil d'administration, tandis qu'Enrique Martinez, qui dirigeait auparavant la région Europe du Nord au sein de Fnac Darty, est nommé directeur général de la société,.
Le 26 juillet 2017, le groupe Artémis de la famille Pinault annonce la vente de ses 24,3 % d'actions dans l'enseigne à l'allemand Ceconomy (distributeur d’électronique grand public, issu de la scission de l’allemand Metro) pour 452 millions d'euros.
Le 6 février 2018, le Groupe Sfam fondé par le milliardaire Sadri Fegaier prend 11,35 % de participation dans le groupe Fnac Darty en acquérant la part du fonds Knight Vinke, et devient le deuxième actionnaire du groupe.
En octobre 2018, Ceconomy annonce renoncer, du moins provisoirement, à l'achat du solde des titres.
Le 10 janvier 2019, le groupe enregistre une perte de 45 millions d'euros sur les ventes prévues en France et en Belgique pour les fêtes de Noël.

### Années 2020
Dans le contexte du Covid-19, le résultat affiché du chiffre d’affaires est 7 491 M€[réf. nécessaire] en 2020 et en 2021, le confinement terminé, le résultat affiché du chiffre d’affaires est 8 043 M€.
En juillet 2024, la FNAC ouvre son premier café à la Gare de Paris-Nord.
En novembre 2024, la fermeture de l'iconique magasin Fnac-Champs Elysées est annoncée pour janvier 2025 après avoir été inauguré en 1997. Cette décision résulte de plusieurs facteurs, notamment une augmentation généralisée des charges fixes et une baisse de la fréquentation du quartier, en raison de l'évolution de l'avenue vers un commerce de luxe attirant une clientèle internationale. Avant cette fermeture, le magasin organise une braderie pour liquider ses stocks. Cependant, le 3 janvier 2025, lors de cette braderie, le magasin a dû fermer ses portes en raison d'une affluence inattendue de clients, estimée à environ 3 000 personnes. Face à ce mouvement de foule, la sécurité a été débordée, nécessitant l'intervention de la police municipale pour gérer la circulation et maintenir l'ordre. Le magasin ne rouvrira pas. La fermeture définitive était initialement prévue une semaine plus tard, le 12 janvier 2025,. Les 89 salariés du magasin se verront proposer des solutions de reclassement au sein d'autres boutiques du groupe Fnac Darty. 

## Secteur d'activité

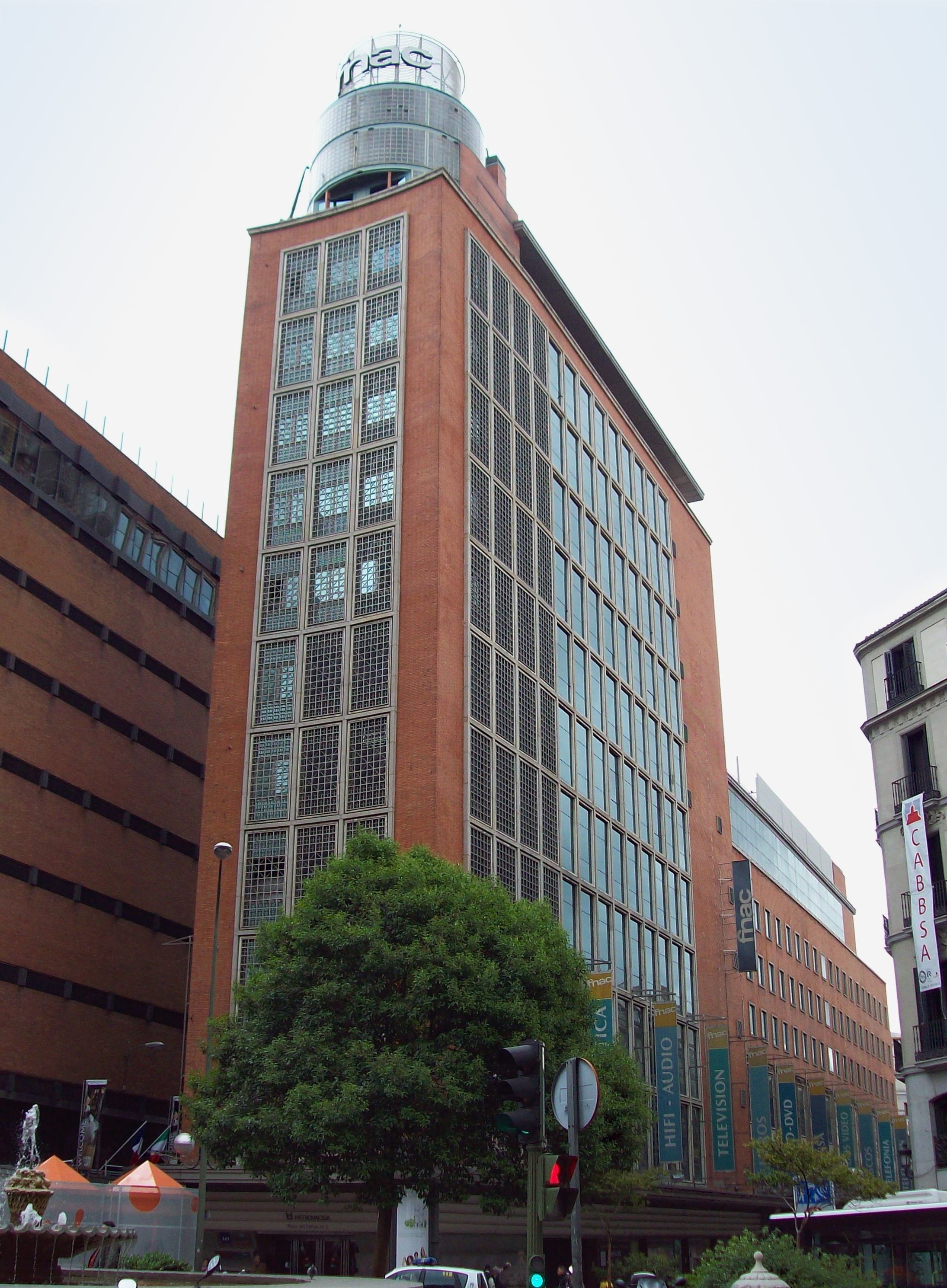
Fnac à Madrid (Espagne).

C'est l'une des principales enseignes de la distribution de produits culturels et de loisirs en France, Belgique, Suisse romande, Tunisie, Espagne, Portugal, Brésil, Maroc et en Côte d'Ivoire. On y trouve également de nombreux appareils électroniques grand public, ainsi que du contenu multimédia. Son offre est articulée autour de sept types de produits : livres, disques, micro-informatique, son, vidéo, photographie, voyages.
Elle propose plusieurs services : tests des produits par ses Laboratoires Tests (laboratoires au budget annuel de 2 millions d'euros avec 7 techniciens dédiés), service développement photo, services de vente de voyages, billets de concerts, spectacles et événements. Pour la billetterie, la Fnac, leader français de la distribution de billetterie grand public, s'appuie en partie sur sa filiale, la société France Billet.
En 2012, le groupe est notamment composé de :
| Nom             | domaine d'activité              | employés |
| --------------- | ------------------------------- | -------- |
| Fnac Paris      | magasins à Paris                | 2 500    |
| Fnac Codirep    | magasins en banlieue parisienne | 3 000    |
| Fnac Relais     | magasins en province            | 4 000    |
| Fnac SA         | siège                           | 1 600    |
| Fnac Logistique | Logistique                      | 1 500    |

Quelques magasins Fnac sont spécialisés dans la distribution d'un type de produits, qu'il s'agisse d'informatique, d'audiovisuel ou jeux vidéo. On peut également citer les enseignes « Fnac éveil & jeux » (spécialisées dans la distribution de jeux issus du catalogue de vente par correspondance Oxybul éveil et jeux, lui-même dans le groupe PPR jusqu'en juillet 2010), aujourd'hui renommées Oxybul éveil et jeux.

### Magasins

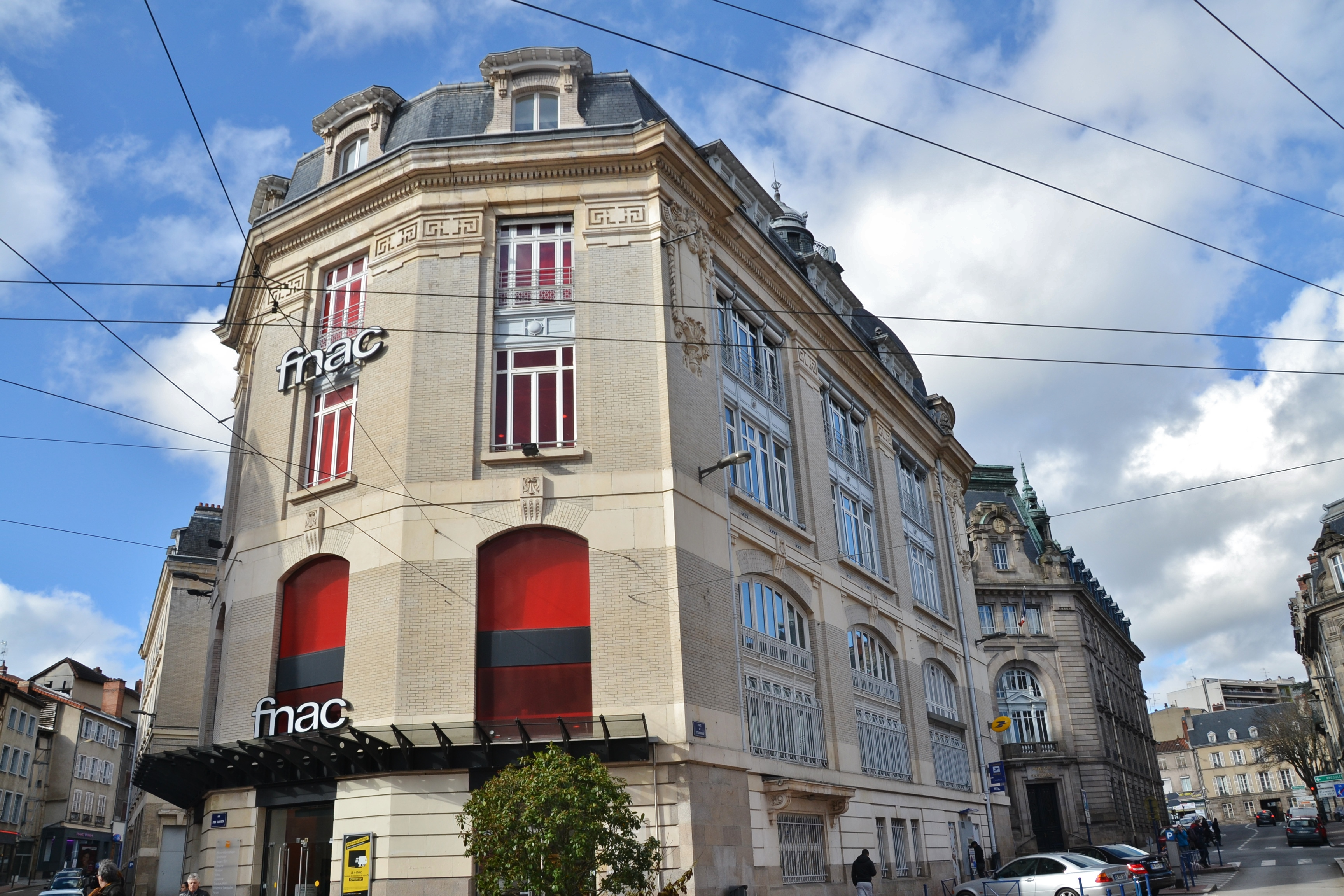
La Fnac de Limoges, ouverte en 2005.

En septembre 2007, la Fnac dispose de 78 magasins dans 56 villes de France, et 66 points de vente répartis dans 8 pays (20 en Espagne, 7 en Belgique, 13 au Portugal, 12 au Brésil, 7 en Italie, 4 en Suisse, 3 en Tunisie, 2 à Taïwan et 2 en Grèce), d'un site d'achat en ligne ou site marchand et d'un magasin de téléchargement de musique, vidéos, jeux vidéo et logiciels en ligne.
En octobre 2012, Mediastore devient la Fnac, c'est le premier magasin franchisé Fnac ouvert en France sur 2 000 m2 à la Roche-sur-Yon, en Vendée. Le 13 octobre 2013, le Groupe Fnac annonce la signature d'un partenariat stratégique avec le groupe Darwish Holding, en vue de l’implantation, courant 2014, d’une première Fnac à Doha, au Qatar.
Au début de 2014, la Fnac annonce la fermeture en France de deux magasins « Format périphérie » : celui de Villiers-en-Bière, en périphérie de Paris, et celui de Portet-sur-Garonne, près de Toulouse,. A contrario, elle développe ses commerces « Format de proximité », avec la création en Auvergne de deux nouvelles enseignes : à Vichy (Allier), en novembre 2013, au Puy-en-Velay (Haute-Loire), en juin 2014, en Bourgogne à Nevers le 5 novembre 2015, à Montpon-Ménestérol (Aquitaine) le 26 novembre 2015 ainsi qu'à Nemours (Seine-et-Marne), le 28 janvier 2016.
Le 22 septembre 2014, le groupe Fnac annonce l'ouverture de deux nouveaux points de vente de proximité, en lieu et place des espaces « Culture et Loisirs » de deux magasins Intermarché en Rhône-Alpes, à Belleville-sur-Saône (Rhône) le 23 octobre et à Crest (Drôme) le 20 novembre ; les discussions sont alors en cours avec Intermarché pour la transformation des 13 autres espaces « Culture et Loisirs ».
Le 19 mars 2015, le Groupe Fnac annonce l'ouverture, à Angoulême, d'un nouveau concept d’espaces baptisés Fnac Connect, entièrement consacré aux objets connectés et à la téléphonie. Développé sous forme de boutiques dédiées (de 80 à 100 m2) ou de corners dans les magasins Fnac (shop in shop), Fnac Connect proposera les dernières tendances produits. Le 19 mai 2015, le Groupe Fnac annonce l'ouverture en franchise de son premier magasin à Doha au Qatar, en partenariat avec Darwish Holding, pionnier dans la grande distribution et la vente au détail au Moyen-Orient. Cette annonce fait suite à la signature d'un partenariat annoncé le 13 octobre 2013. Cette ouverture constitue le 187e magasin Fnac au monde. Le 17 août 2015, le Groupe Fnac ouvre sa cinquième enseigne en Suisse, à Conthey dans le canton du Valais, sur 1 400 m2. Au 31 décembre 2015, le Groupe Fnac possède un parc de 199 magasins au total en France et à l’international, dont 38 en franchisés. Le 23 mai 2016, le Groupe Fnac annonce un partenariat avec Vindemia Group (filiale du Groupe Casino) pour l'ouverture de magasins Fnac en franchise sur l'île de la Réunion. Ces magasins remplaceront notamment les magasins Agora, le groupe prévoit ainsi d'ouvrir 6 magasins sur l'île. Le 13 juillet 2016, le premier magasin ouvre dans le Centre commercial Grand Large à Saint-Pierre. La Fnac prévoit d'en ouvrir deux autres d'ici à la fin de l'année 2016. Le 28 septembre 2016, une 2e franchise s'est ouverte sur la commune Le Port. Le 6e magasin s'est ouvert au mois de septembre à l'aéroport de Roland Garros.[réf. nécessaire]
Le 1er mars 2017, le groupe annonce lors de la publication des résultats annuels 2016, que l'ensemble de Fnac Brésil passe en « activité non poursuivie » et qu'elle a engagé un processus de recherche de partenaires au Brésil pouvant conduire à une sortie complète du pays, car Fnac Brésil est pénalisé par son absence de taille critique dans un marché vaste déjà consolidé. Après la Côte d'Ivoire et Abidjan, la Fnac poursuit son expansion en Afrique subsaharienne au cours de l'année 2017, avec l'inauguration d'un premier magasin au Cameroun à Douala et au Congo à Brazzaville. Ces ouvertures se feront en franchise en partenariat avec Mercure International, déjà implanté dans ces pays.
La Fnac ouvre son premier magasin en Tunisie, à Tunis, le 27 décembre 2018.
L'ouverture du premier magasin au Grand-Duché du Luxembourg est prévue pour la fin 2019.

#### Répartition dans le monde
| Pays                | Nombre de magasins                              | Ouverture du 1er magasin  | Site internet      |
| ------------------- | ----------------------------------------------- | ------------------------- | ------------------ |
| France              | 141 magasins (88 en propre et 53 en franchisés) | 1957 à Paris              | fnac.com en 1999   |
| Espagne             | 35 magasins                                     | 1993 à Madrid             | fnac.es en 2000    |
| Portugal            | 34 magasins                                     | 1998 à Lisbonne           | fnac.pt en 2002    |
| Suisse              | 22 magasins (dont 13 en partenariat avec Manor) | 2000 à Genève (Rive)      | fnac.ch en 2000    |
| Belgique            | 13 magasins                                     | 1981 à Bruxelles          | fnac.be en 2006    |
| La Réunion          | 4 magasins (en franchise)                       | 2016-2017 à Saint-Pierre  | fnac.re            |
| Côte d'Ivoire       | 2 magasins (en franchise)                       | 2015 à Abidjan            |                    |
| Maroc               | 2 magasins (en franchise)                       | 2011 à Casablanca         |                    |
| Qatar               | 2 magasins (en franchise)                       | 2015 à Doha               | fnac.qa            |
| Andorre             | 2 magasins (en franchise)                       | 2016 à Andorre-la-Vieille | fnac-andorra.com   |
| Tunisie             | 2 magasins (en franchise)                       | 2018 à Tunis              | fnac.tn            |
| Cameroun            | 1 magasin (en franchise)                        | 2017 à Douala             |                    |
| République du Congo | 1 magasin (en franchise)                        | 2017 à Brazzaville        |                    |
| Nouvelle-Calédonie  | 1 magasin                                       | 2018 à Nouméa             |                    |
| Luxembourg          | 1 magasin                                       | 2019 à Luxembourg-Ville   | fnac.be/luxembourg |
| Martinique          | 1 magasin                                       | 2019 au Lamentin          |                    |
|                     | 266 magasins (dont 70 en franchise)             |                           |                    |

#### Format des magasins

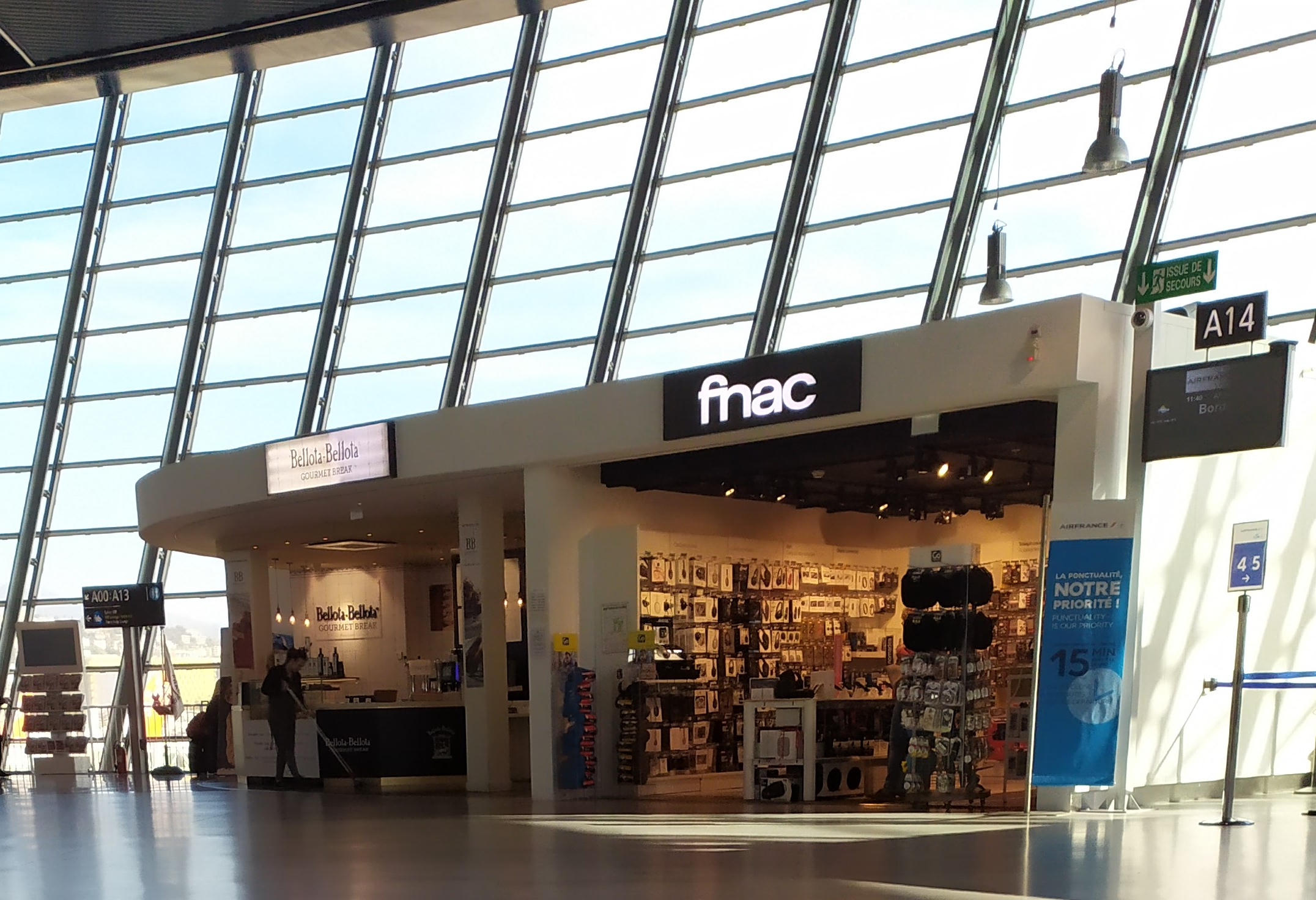
Fnac au format « travel » à l'aéroport de Nice-Côte d'Azur.

- Format traditionnel : d’une surface moyenne de 2 400 m2 situés en centre-ville et au cœur des quartiers commerçants des grandes villes.
- Format périphérie : d’une surface moyenne de 2 000 m2, ce format est adapté aux spécificités du commerce dans les zones périphériques.
- Format de proximité : d’une surface comprise entre 300 et plus de 1 500 m2, ce type de magasin permet d’implanter l'enseigne dans les villes moyennes (de moins de 100 000 habitants).
- Format « travel » : d’une surface de 60 à 300 m2, ce format est développé dans les gares et les aéroports.
- Format « Fnac Connect » : d’une surface de 80 à 100 m2, boutiques consacrées aux objets connectés et à la téléphonie.

## Filiales
Détenue à 100% par le groupe Fnac Darty, Fnac Darty Participations et Services SA est la société mère de l'ensemble des filiales uniquement pour l'enseigne Fnac, au 31/12/2019 la liste des filiales est la suivante :
- France
  - Alize – SFL (100 %)
  - Codirep (100 %)
  - Fnac Accès (100 %)
  - Fnac Appro Groupe (100 %)
  - Fnac Direct (100 %)
  - Fnac Logistique (100 %)
  - Fnac Paris (100 %)
  - Fnac Périphérie (100 %)
  - Fnac Tourisme (100 %)
  - MSS (100 %)
  - Relais Fnac (100 %)
  - France Billet (52 %)
  - 123Billets (Billetreduc.com) (52 %)
  - CTS Eventim France (52 %)
  - WeFix (France) (51 %)
  - WeFix Immo (51 %)
  - Fourty (50 %)
  - Izneo (50 %)
  - Tick & Live (26 %)
- Monaco
  - Fnac Monaco (100 %)
- Espagne
  - Fnac España (100 %)
- Portugal
  - Fnac Portugal (100 %)
  - PC Clinic
- Belgique
  - Fnac Belgium (100 %)
  - Belgium Ticket (39 %)
  - WeFix (Belgique) (51 %)
- Luxembourg
  - Fnac Luxembourg (100 %)
- Suisse
  - Fnac Suisse (100 %)
  - Swissbillet (100 %)
- Allemagne
  - WeFix (Allemagne) (51 %)

## Création de divers prix littéraires
La Fnac a créé plusieurs prix littéraires, dont :
- le prix Goncourt des lycéens en 1988 ;
- le prix du roman Fnac en 2002 ;
- le prix Psychologies-Fnac[71] en 2006, créé avec Psychologies Magazine ;
- le Prix du Public (qui a existé sous diverses appellations), en 2003, prix de Bande Dessinée, au sein du festival international de la bande dessinée d'Angoulême, jusqu'en 2012, date à laquelle la Fnac se sépare de la sélection du Festival pour choisir sa propre sélection de bandes dessinées, et créer son prix indépendant en 2013[72] ;
- le prix de la BD Fnac en 2013[73],[74]. (Ce prix existait déjà en 2012, mais dépendant de la sélection du Festival de la bande dessinée d'Angoulême[72]).

## Controverses

### Condamnation pour pratiques commerciales trompeuses
En février 2018, la Société française d’assurances multirisques (Sfam) devient le deuxième actionnaire du groupe Fnac Darty. Le 30 août 2018, l'UFC-Que choisir annonce porter plainte pour « pratiques commerciales trompeuses »,. L'entreprise SFAM se voit infliger en juin 2019 une amende de 10 millions d'euros pour « pratiques commerciales trompeuses ».
Les clients achetant un téléphone dans un magasin FNAC se voyaient, en effet, proposer une offre de remboursement de 30 euros, ce qui les amenait à laisser leurs coordonnées bancaires pour pouvoir en profiter, signant sans le savoir un contrat d'assurance mêlé aux documents. Celui-ci les engageait alors pour un an à payer 15,99 euros par mois, les mensualités passant ensuite à 37,99 euros, les clients ne se rendant souvent compte de la situation que plusieurs mois après.

### Retrait à la vente d'un jeu de société
Le 28 novembre 2022, l'enseigne (fondée en 1954 par deux résistants au fascisme, André Essel et Max Théret) annonce retirer de ses magasins et sa plateforme de vente en ligne le jeu Antifa, le jeu réalisé par les collectifs antifascistes La Horde et Libertalia, après des critiques du député Rassemblement national Grégoire de Fournas et du Syndicat des commissaires de la police nationale. Le lendemain, après plusieurs réactions d'internautes rappelant que le site des magasins met en vente des ouvrages plus controversés (les livres d'Irène Grosjean, une réédition de Mein Kampf par un éditeur à la ligne éditoriale orientée à l'extrême droite), la FNAC remet le jeu en vente, estimant que le jeu ne comportait « rien de nature à justifier un refus de le commercialiser. »

### Mise en place de vidéosurveillance algorithmique
En juillet 2023, StreetPress affirme que des magasins des enseignes Fnac, ainsi que E.Leclerc, Carrefour, G20, Coopérative U, Biocoop, et Kiabi, ont déployé illégalement la solution de vidéosurveillance algorithmique de l'entreprise française Veesion, qui utilise l'intelligence artificielle pour surveiller le comportement de leur clientèle. StreetPress souligne que la loi du 19 mai 2023 relative aux Jeux olympiques et paralympiques de 2024 n'autorise la vidéosurveillance que dans les « lieux accueillant des manifestations, leurs abords et les transports en commun »,, ce qui exclut les magasins et la collecte de données biométriques précise La Quadrature du Net,. Cela ne respecte pas non plus le consentement selon la CNIL. L'association La Quadrature du Net affirme aussi que l'État a rappelé aux professionnels du secteur l'illégalité de la vidéosurveillance algorithmique en supermarché. Le 21 juin 2024, le Conseil d'État rejette la requête de Veesion qui demandait la suspension de la demande de mise en conformité de la CNIL et la condamnation aux dépens de la CNIL à 4 000 euros, en estimant que sa solution de vidéosurveillance pour détecter le vol à l'étalage n'est pas conforme au Règlement général sur la protection des données,.